# WWE Fastlane (2021)
Der 6. WWE Fastlane 2021 war eine Wrestling-Veranstaltung der WWE, die als Pay-per-View und auf dem WWE Network ausgestrahlt wurde. Sie fand am 21. März 2021 im Tropicana Field in Saint Petersburg, Florida, Vereinigte Staaten statt. Es war die 6. Austragung des Fastlane seit 2015.

## Hintergrund
Im Vorfeld der Veranstaltung wurden sieben Matches angesetzt. Diese resultierten aus den Storylines, die in den Wochen vor dem Fastlane bei Raw und SmackDown, den wöchentlichen Shows der WWE, gezeigt wurden.
Das ursprünglich angekündigte Match zwischen Braun Strowman und Shane McMahon, wurde vor dem Event heimlich von der Karte genommen.

## Ergebnisse
| Matchart                                                           |                                |      |                               | Zeit  |
| ------------------------------------------------------------------ | ------------------------------ | ---- | ----------------------------- | ----- |
| Singles-Match um die WWE United States Championship Pre-Show-Match | Riddle (C)                     | bes. | Mustafa Ali                   | 09:26 |
| Tag-Team-Match um die WWE Women’s Tag Team Championship            | Nia Jax und Shayna Baszler (C) | bes. | Sasha Banks und Bianca Belair | 09:44 |
| Singles-Match um die WWE Intercontinental Championship             | Big E (C)                      | bes. | Apollo Crews                  | 05:42 |
| Singles-Match                                                      | Braun Strowman                 | bes. | Elias                         | 03:50 |
| Singles-Match                                                      | Seth Rollins                   | bes. | Shinsuke Nakamura             | 12:54 |
| No-Holds-Barred-Match                                              | Drew McIntyre                  | bes. | Sheamus                       | 19:40 |
| Singles-Match                                                      | Alexa Bliss                    | bes. | Randy Orton                   | 04:36 |
| Singles-Match um die WWE Universal Championship                    | Roman Reigns (C)               | bes. | Daniel Bryan                  | 30:00 |

| Funktion      | Name            |
| ------------- | --------------- |
| Kommentatoren | Byron Saxton    |
| Kommentatoren | Tom Phillips    |
| Kommentatoren | Samoa Joe       |
| Kommentatoren | Corey Graves    |
| Kommentatoren | Michael Cole    |
| Pre-Show      | Kayla Braxton   |
| Pre-Show      | Peter Rosenberg |
| Pre-Show      | Booker T        |
| Pre-Show      | Jerry Lawler    |
| Pre-Show      | Sonya Deville   |
| Ringansager   | Mike Rome       |
| Ringansager   | Greg Hamilton   |